# Luchthaven Oest-Kamtsjatsk
Luchthaven Oest-Kamtsjatsk (Russisch: Аэропорт Усть-Камчатск) is een luchthaven in Rusland, gelegen aan de noordelijke oever van de monding van de rivier Kamtsjatka op 2 kilometer ten westen van Kroetoberegovo in de kraj Kamtsjatka. De middelgrote luchthaven is gericht op kleine transportvliegtuigen, te weten de Il-14, L-410, Jak-40, An-24, An-26, An-72 en An-74. De luchthaven wordt ook gebruikt als reserveluchthaven voor transporten naar luchthaven Nikolskoje op de Komandorski-eilanden, waar zware weersomstandigheden kunnen heersen.